# Скарлатина
Скарлати́на  (итал. scarlattina, от позднелат. scarlatinum — ярко-красный) — инфекционная болезнь, вызванная β-гемолитическим стрептококком группы А (Streptococcus pyogenes). Проявляется дерматитом с мелкоточечной, позже эритематозной сыпью, лихорадкой, острым тонзиллитом, общей интоксикацией.
Источником распространения инфекции при скарлатине является человек. Это может быть:
1. Больной с любым проявлением острой или хронической инфекции, вызванной бета-гемолитическим стрептококком группы А — рожей, скарлатиной, ринитом, гайморитом, ангиной, дерматитом или стрептококковым сепсисом.
2. Реконвалесцент — человек, перенесший одно из указанных выше заболеваний. Он ещё некоторое время может выделять стрептококк. Такое носительство может продолжаться до трёх недель, в некоторых случаях — годами.
3. Здоровый носитель — человек, у которого нет признаков заболевания, но стрептококки группы А живут на слизистой его носоглотки и выделяются в окружающую среду. Такие люди составляют до 15 % всего населения.

## Факторы патогенности стрептококка
- Септический фактор — определяет распространение микробов в окружающих миндалины тканях, а при проникновении микробов в кровь — во внутренних органах. Тяжёлые септические формы скарлатины могут сопровождаться формированием очагов вторичного распространения стрептококков во всём организме.
- Токсический фактор — определяет разрушение и отделение верхнего слоя эпидермиса, а также нарушение функции головного мозга и сердца. Свойственным скарлатине признаком является «скарлатиновое сердце» — увеличение размеров сердца больного вследствие воздействия токсического фактора на этот орган.
- Аллергический фактор в острую фазу болезни определяет появление сыпи, а в период выздоровления может стать причиной множественного поражения внутренних органов и соединительной ткани по типу ревматизма или васкулита.

## Патогенез
Входными воротами при типичной скарлатине является слизистая оболочка зева и носоглотки, область глоточного лимфатического кольца. В некоторых ситуациях возможна атипичная форма скарлатины, входными воротами которой является раневая или ожоговая поверхности, где происходит формирование воспалительно-некротического очага. Патогенез скарлатины состоит из 3 ключевых компонентов: септического, токсического и аллергического. Возбудитель продуцирует экзотоксин, который определяет развитие симптомов интоксикации, сыпи и оказывает аллергизирующее влияние. После перенесенной скарлатины формируется антитоксический иммунитет, который нейтрализует экзотоксины любого типа стрептококка при последующих контактах.    
Ниже представлены фазы(этапы) патогенеза скарлатины:    
1. Заражение.
2. Фаза токсемии и бактериемии.
3. Фаза аллергических реакций.
4. Фаза формирования иммунитета.

## Инкубационный период
Длится до 12 дней, чаще 2—3 дня.
Начальный период, обычно очень короткий (несколько часов), охватывает промежуток времени от возникновения первых симптомов болезни до появления сыпи. Начало может быть внезапным.
Больной становится заразным за сутки до появления первых симптомов. Длительность заразного периода может колебаться от нескольких дней до нескольких недель, но при неосложнённом течении на фоне пенициллина ребёнок уже через 7—10 дней не представляет эпидемической опасности для окружающих.

## Диагностика
Особую роль при диагностике заболевания играет состояние кожи и сыпь при скарлатине у детей:
- при надавливании на кожу в области живота в течение 10—15 секунд остаётся белый след;
- носогубный треугольник остаётся белым, при наличии сыпи на коже лица, на корне языка отмечается белый налет;
- ярко-малиновый румянец на щеках, такого же цвета становится язык на 5—6 день от начала заболевания;
- шелушение и отслаивание кожи на ладонях и ступнях ног, длящееся 2—3 недели;
- сгущение сыпи в местах сгибов.[3]

## Клиническая картина
- Интоксикация — лихорадка, общее недомогание, головные боли.
- Скарлатиновая сыпь — мелкоточечная, при умеренном нажатии стеклянным шпателем пятнышки видны чётче. При более сильном нажатии сыпь уступает место золотисто-желтоватому оттенку кожи. Выступает на 1—3 день болезни и локализуется главным образом на щеках, в паху, по бокам туловища. Кожа носогубного треугольника остаётся бледной и свободной от сыпи. Сыпь обычно держится 3—7 дней, затем угасает, не оставляя пигментации. Характерно сгущение сыпи на сгибах конечностей — подмышечной, локтевой, подколенной областях.

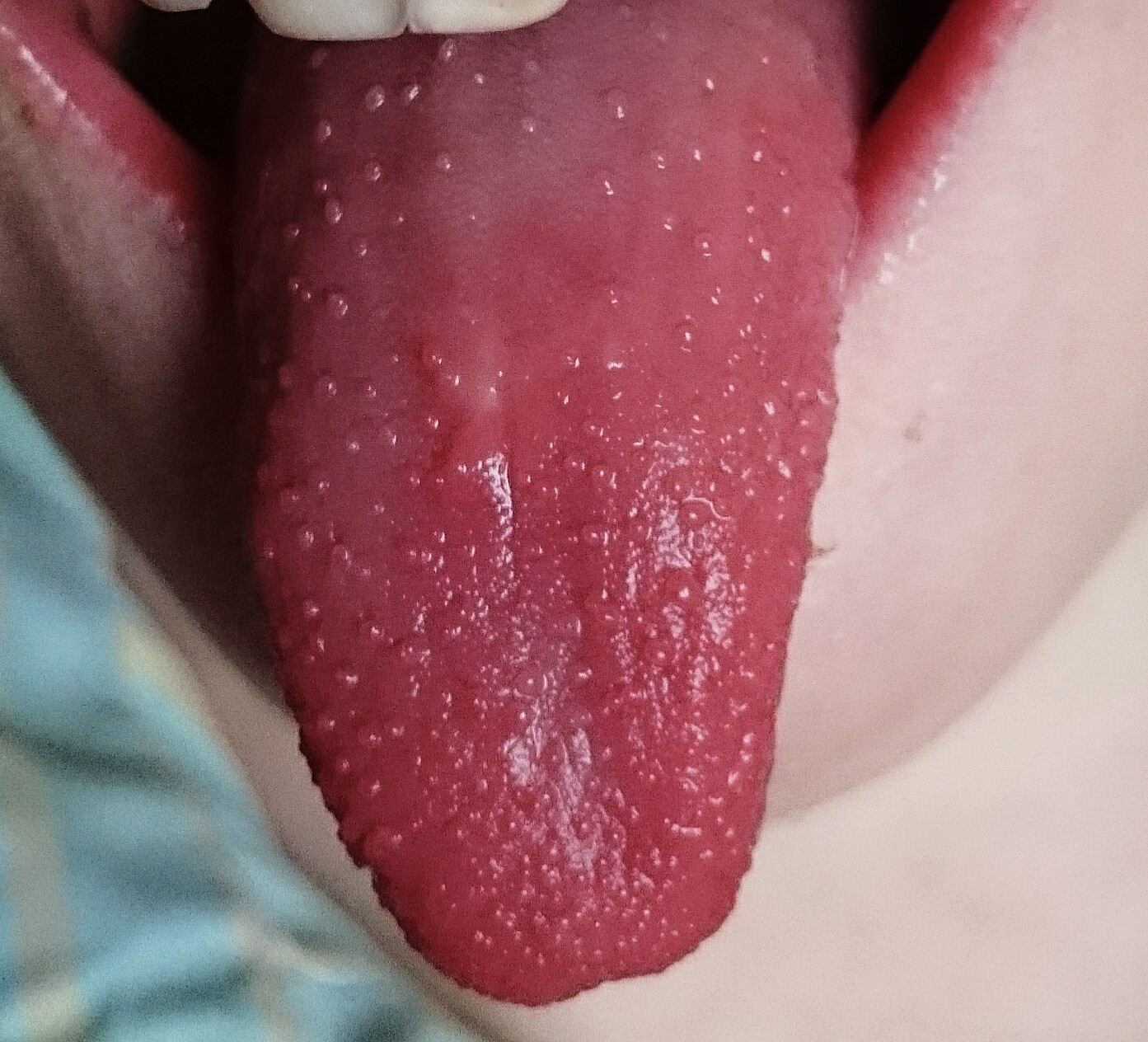
Показательный симптом скарлатины

- Скарлатиновый язык — Показательный симптом скарлатинына 2—4 день болезни язык больного становится выражено зернистым, ярко-красного цвета, так называемый «малиновый» язык.
- Ангина — постоянный симптом скарлатины. Может протекать тяжелее обычной ангины[4].
- Шелушение кожи — возникает после исчезновения сыпи (через 14 дней от начала заболевания): в области ладоней и стоп оно крупнопластинчатое, начинается с кончиков пальцев; на туловище, шее, ушных раковинах шелушение отрубевидное.

## Лечение и прогноз
Лечение, как правило, проводится дома. Стационарное лечение необходимо в тяжёлых случаях и при наличии осложнений. До снижения температуры больные должны соблюдать постельный режим. В острый период заболевания необходимо обильное тёплое питье (чай с лимоном, фруктовые соки), жидкую или полужидкую пищу с некоторым ограничением белков. Больным показан постельный режим; назначают стол № 2 (в системе Диета Певзнера).
В качестве медикаментозного лечения назначаются антибиотики пенициллинового ряда в таблетках (феноксиметилпенициллин, ретарпен, амоксициллин, Амоксициллин + клавулановая кислота) в течение 7—10 дней. Дополнительно назначается витаминотерапия (витамины группы В, витамин С). В тяжёлых случаях назначают кортикостероидную и инфузионную терапию (раствор глюкозы или растворы кристаллоидов внутривенно) для уменьшения интоксикации.
В настоящее время существуют две точки зрения на лечение и прогноз. Одна из них связывает лёгкость протекания современной скарлатины с изобретением антибиотиков. Другие авторы полагают, что улучшение питания и условий жизни оказали главное влияние на значительное облегчение течения скарлатины и снижение летальности. Важным аргументом в пользу второй точки зрения служит тот факт, что скарлатина нередко протекает настолько легко, что антибиотики просто не применяются (иногда осознанно, но порой по причине несвоевременной диагностики), но, при должном уходе за ребёнком, это практически не влияет на осложнения и не вызывает летального исхода.

## История
Неясно, когда описание этого заболевания было впервые зарегистрировано. Гиппократ, около 400 года до н. э., описал состояние человека с покрасневшей кожей и лихорадкой.
Первое описание болезни в медицинской литературе появилось в книге 1553 года «De Tumoribus praeter Naturam» сицилийского анатома и врача Джованни Филиппо Инграссия, в которой он назвал ее россалией. Он также подчеркнул, что эта презентация отличается от кори. Она была заново описана Иоганном Вейером во время эпидемии в нижней Германии между 1564 и 1565 годами; он называл это скарлатиной ангинозой. Первое недвусмысленное описание скарлатины появилось в книге Джоаннеса Койтаруса из Пуатье, «De febre purpura epidemiali et contagiosa libri duo», которая была опубликована в 1578 году в Париже. Даниэль Сеннерт из Виттенберга описал классическую «скарлатиновую десквамацию» в 1572 году и был также первым, кто описал ранний артрит, скарлатиновую водянку и асцит, связанные с этим заболеванием.
В 1675 году термин, который обычно используется для обозначения скарлатины, «скарлатина», был написан английским врачом Томасом Сиденхэмом.
В 1827 году Ричард Брайт был первым, кто осознал причастность почечной системы к скарлатине.
Связь между стрептококками и болезнями была впервые описана в 1874 году Теодором Бильротом. Обсуждая кожные инфекции, Бильрот ввёл название рода Streptococcus. В 1884 году после дальнейшего изучения бактерий в элементах сыпи Фридрих Юлиус Розенбах изменил название на нынешнее, Streptococcus pyogenes. Культура стрептококка впервые выращена в 1883 году немецким хирургом Фридрихом Фелейзеном из рожистой эритемы.
Также в 1884 году немецкий врач Фридрих Лёффлер первым обнаружил стрептококки в миндалинах у больных скарлатиной. Поскольку не у всех людей с глоточными стрептококками развилась скарлатина, эти результаты оставались спорными в течение некоторого времени. Связь между стрептококком и скарлатиной была подтверждена Альфонсом Дочезом, Джорджем и Глэдис Дик в начале 1900-х годов.
Для лечения скарлатины до эпохи антибиотиков с 1900 года использовалась лошадиная сыворотка, значительно снизившая смертность.
В 1906 году австрийский педиатр Клеменс фон Пирке предположил, что болезнетворные иммунные комплексы ответственны за нефрит, следующий за скарлатиной.
В 1915 году Фредериком Туортом были открыты бактериофаги. Его работа из-за Первой мировой войны осталась незамеченной, и бактериофаги были вновь открыты Феликсом д’Эрелем в 1917 году. Специфическая ассоциация скарлатины с группой стрептококков должна была ожидать развития схемы группирования стрептококков Лэнсфилд в 1920-х годах. Джордж и Глэдис Дик показали, что бесклеточные фильтраты могут вызывать эритематозную реакцию, характерную для скарлатины, доказывая, что эта реакция была вызвана токсином. Karelitz и Stempien обнаружили, что экстракты человеческого сывороточного глобулина и плацентарного глобулина можно использовать в качестве осветляющих агентов при скарлатине, и это позже было использовано в качестве основы для теста Дика. Ассоциация скарлатины и бактериофагов была описана в 1926 г. Кантукузеном и Бонсье.
Антитоксин для скарлатины был разработан в 1924 году.

## Повторная скарлатина
В норме, после перенесения скарлатины в организме вырабатываются антитела к эритротоксину. Впрочем, если иммунитет крайне ослаблен, возможна повторная атака возбудителями, которая наступает ещё до полного излечения. И тогда болезнь выходит на новый виток у, казалось бы, начавшего выздоравливать ребёнка.
Повторное заболевание скарлатиной через длительное время после перенесённой болезни отмечается в 2—4 % случаев. Это связывают с тем, что применение антибиотика с первых дней болезни не даёт организму успеть выработать антитела к эритротоксину.
Течение повторной скарлатины, как правило, более лёгкое. Лечение применяется аналогичное, за исключением того, что врач может назначить не тот же антибиотик, который назначался при первой вспышке болезни.